# Elfriede Heisler

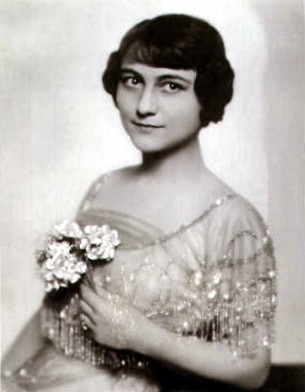
Elfriede Heisler auf einer Fotografie von Nicola Perscheid

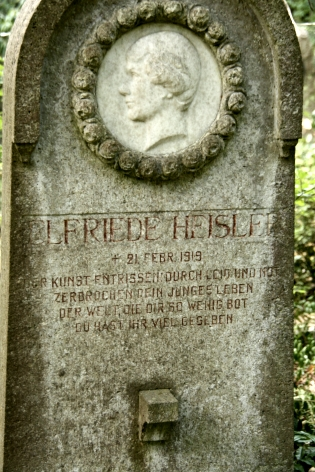
Grabstein auf dem Südwestkirchhof Stahnsdorf

Elfriede Heisler, eigentlich Elfriede Else Pauline Quabius (* 31. März 1885 in Breslau; † 21. Februar 1919 in Berlin) war eine deutsche Schauspielerin der Stummfilmzeit.

## Leben
Elfriede Heisler wurde als uneheliche Tochter der Schauspielerin Ida Quabius (1867–1922) in Breslau geboren. Später zog sie mit ihrer Mutter nach Berlin. Dort heiratete ihre Mutter 1899 den Bildhauer Paul Heisler (Berlin 1856–1900 Berlin). Elfriede Heisler kam ursprünglich vom Theater. Nach Engagements „in der Provinz“ und später am Friedrich-Wilhelmstädtischen Schauspielhaus in Berlin wurde sie 1910 von dessen Oberspielleiter Patry an das Königliche Berliner Schauspielhaus berufen, wo sie Hauptrollen in Unterhaltungsstücken bekam.
1912 stand sie zum ersten Mal vor der Kamera und drehte unter der Regie von Emil Albes mehrere Filme. Sie stand unter anderem mit Hugo Flink und Rosa Valetti vor der Kamera.
Heisler starb 1919 im 34. Lebensjahr an den Folgen eines Selbstmordversuches mit Veronal in der Charité. Das Motiv für den Selbstmordversuch soll eine unglückliche Liebe gewesen sein. Zuletzt lebte sie bei ihrer Mutter in der Wullenweberstraße 11 in Moabit.
Ihre letzte Ruhestätte befindet sich auf dem Südwestkirchhof Stahnsdorf. Ihr Grabdenkmal ist mit ihrem Porträtrelief und der Inschrift „Der Kunst entrissen durch Leid und Not, zerbrochen dein junges Leben, der Welt, die dir so wenig bot, du hast ihr viel gegeben“ versehen.

## Filmografie
- 1912: Der Dritte
- 1912: Fürstenliebe
- 1912: Die Tarantella
- 1916: Schwert und Herd
- 1918: Die lachende Maske
- 1918: Ich habe dich geliebt bis in den Tod
- 1919: Das Buch Esther